# Fráncico ripuario
El fráncico ripuario o franconio ripuario (en alemán Ripuarisch, en ripuario Ripoaresch; del latín ripa 'orilla') es un conjunto de dialectos del alemán, parte del grupo central occidental. Junto con el luxemburgués, el fráncico moselano y el fráncico renano constituye la familia dialectal del fráncico central, siendo su variedad más noroccidental. Su nombre proviene de los francos ripuarios, un pueblo franco que se estableció a orillas del Rin a partir del siglo IV.
Se habla principalmente en el estado federado de Renania del Norte-Westfalia, al sur de la línea de Benrath, desde el noroeste de Düsseldorf y Colonia hasta Aquisgrán al oeste, y Waldbröl al este. También se extiende al norte de Renania-Palatinado, el área de Eupen (este de Bélgica) y algunos municipios limítrofes de los Países Bajos (Kerkrade, en el Limburgo neerlandés).
Las variedades que conforman el ripuario se autodenominan Platt: así, el Öcher Platt es el habla de Aquisgrán, el Eischwiele Platt la de Eschweiler, el Bönnsch Platt la de Bonn, etc. De entre todas ellas, la más conocida es el ripuario de Colonia, el Kölsch.

## Origen

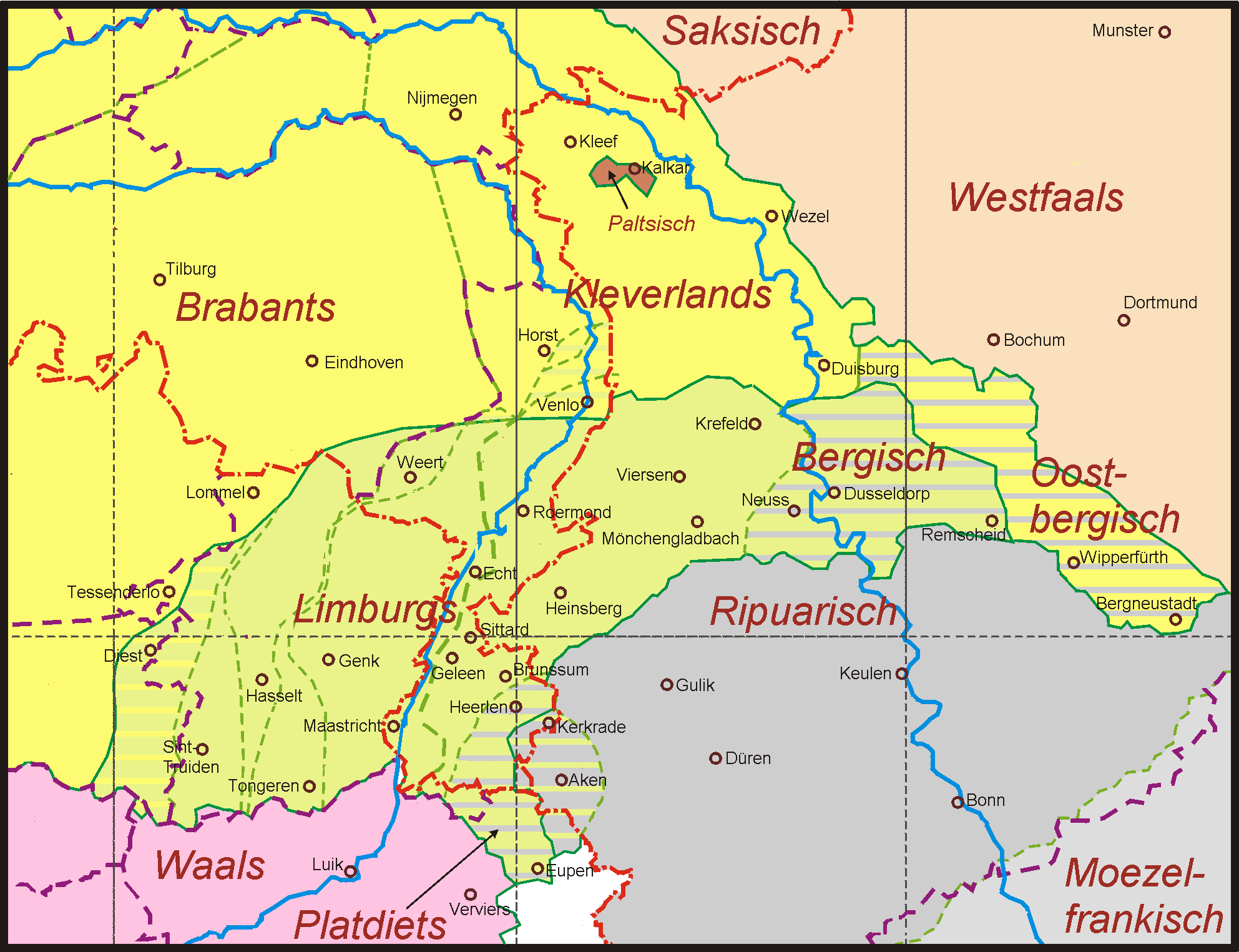
Ámbito geográfico del limburgués y el ripuario

El nombre "ripuario" deriva del latín ripa ("orilla"). Los ripuarios (es decir, los "habitantes de las orillas") eran las tribus francas que se establecieron a partir del siglo IV en el Rin central y sus alrededores (Mosa superior, Sieg inferior, Ahr, Erft y Ruhr).
En el siglo V, los ripuarios conquistaron Colonia y la convirtieron en su capital, acabando con el dominio romano en esta parte de Alemania. La población de Colonia —descendiente de ubios romanizados y de galorromanos— fue asimilada a los francos renanos. Es posible que los francos de Frankfurt, Reims y Colonia hablaran en ese momento una forma relativamente uniforme de fráncico antiguo. La progresiva ruralización de la población campesina influyó en la diferenciación regional del fráncico.
Históricamente, hubo una equiparación entre los términos "fráncico renano" y "ripuario": así, la Lex ripuaria (Ley ripuaria), publicada en los siglos VII y VIII, era válida en toda la región fráncica renana. No obstante, esta equivalencia no se puede aplicar al campo lingüístico, pues sólo se denomina "ripuarios" a los dialectos propios de la zona comprendida entre el suroeste del Bergisches Land, Colonia y Aquisgrán.

## Definición
El ripuario fue definido en 1877 por el lingüista alemán Georg Wenker como el área situada entre la línea de Benrath (machen/maken) y la línea de Bad Honnef (Dorf/Dorp), dentro del conjunto de isoglosas denominado "abanico renano" (Rheinischer Fächer). La línea de Benrath (o línea machen/maken) marca el límite entre las áreas lingüísticas del fráncico central y el bajo fráncico. No obstante, la transición se produce de forma más gradual. Entre las grandes áreas dialectales del limburgués y el ripuario hay una larga y relativamente estrecha zona de transición que se extiende hasta la región del Ruhr.

## Área lingüística

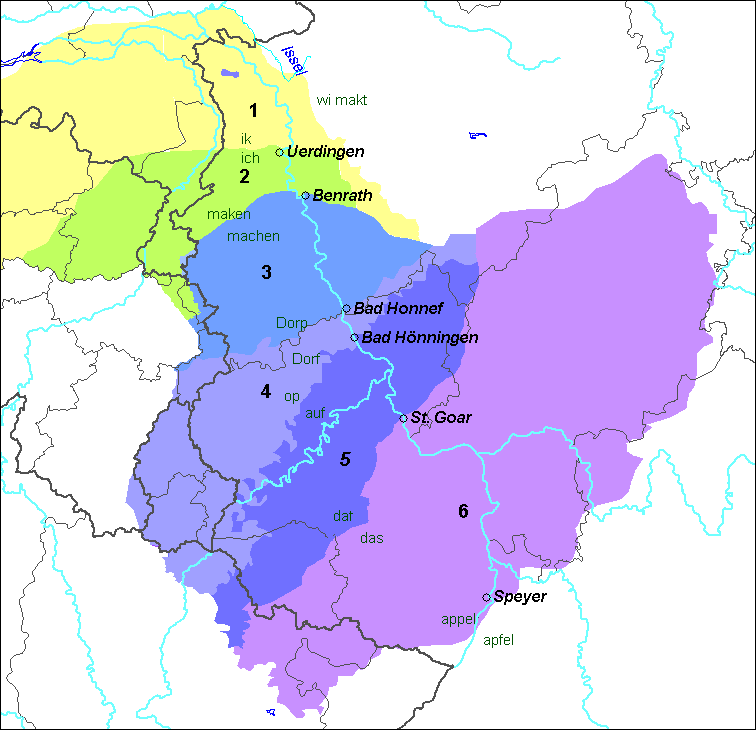
El "abanico renano" (Rheinischer Fächer):
1: Bajo fráncico
2: Limburgués
3: Fráncico ripuario
4: Fráncico moselano septentrional
5: Fráncico moselano meridional
6: Fráncico renano

Los límites geográficos del ripuario son:
- al norte, la línea de Benrath, que atraviesa Düsseldorf, marca el límite tradicional entre los dialectos del bajo alemán y el alemán central;
- al sur, el límite coincide aproximadamente con frontera entre los estados de Renania del Norte-Westfalia y Renania-Palatinado;
- al oeste, la frontera se encuentra entre Eupen y Aquisgrán;
- al este, está en los alrededores de la ciudad de Siegen.

## Características
La mayoría de los más de cien dialectos ripuarios son específicos de un municipio o pueblo. Las diferencias suelen ser pequeñas entre los dialectos vecinos (si bien fácilmente perceptibles entre la población local) y mayores entre los dialectos más distantes. Estos son descritos por un conjunto de isoglosas denominadas en lingüística Rheinischer Fächer ("abanico renano"). A menudo, la forma de hablar de la persona (incluso cuando no esté hablando en ripuario) permite determinar incluso el pueblo o barrio donde aprendió a hablar.

## Variedades
La variedad más hablada del ripuario es el dialecto de Colonia o Kölsch, que ostenta una importante posición como lengua regional de Renania del Norte-Westfalia (tanto es así que a veces los términos de "Kölsch" y "Ripuarisch" se utilizan como sinónimos).
En los Países Bajos, pertenecen al grupo ripuario el dialecto de Kerkrade (Kerkraads) y los dialectos de Simpelveld, Bocholtz y Vaals.

## Situación actual

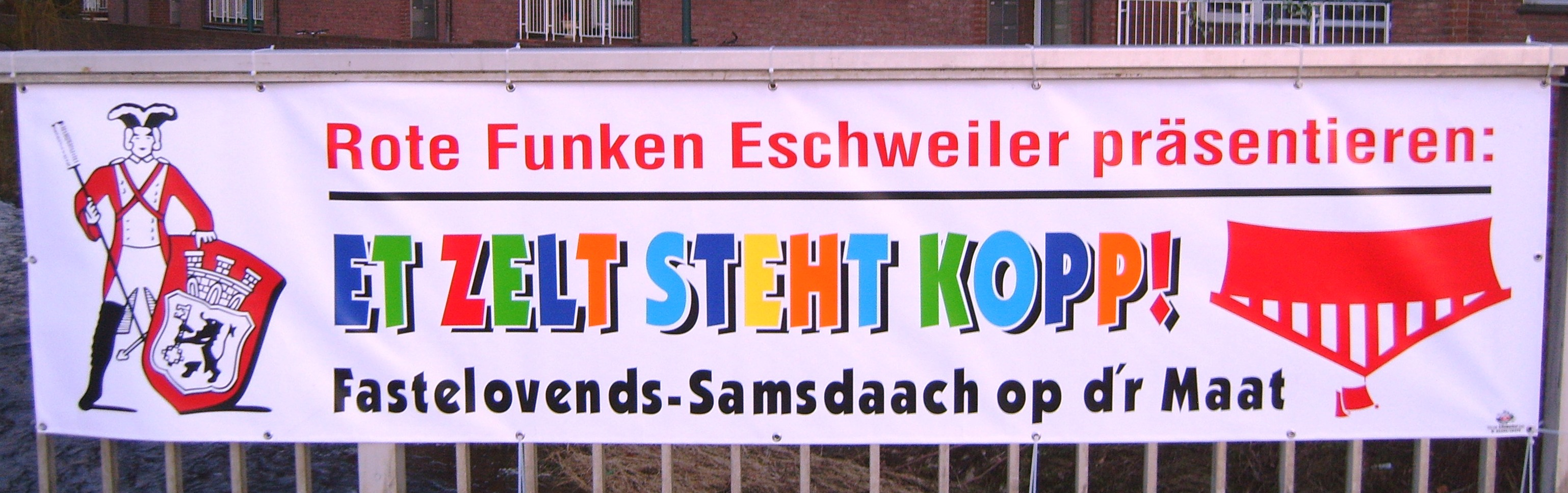
Un cartel en ripuario en Eschweiler

Cerca de un millón de personas hablan ripuario, lo que supone alrededor de una cuarta parte de los habitantes de la zona. La penetración del ripuario en la comunicación diaria varía considerablemente de un lugar a otro, al igual que el porcentaje de hablantes de ripuario. En algunos lugares puede haber sólo unos pocos hablantes ancianos, mientras que en otros lugares el uso del ripuario es común en la vida cotidiana. Tanto en el área lingüística del ripuario como en las adyacentes, el número de personas que lo comprende de forma pasiva excede con creces el número de hablantes activos.
El uso del ripuario sigue estando muy extendido en ocasiones especiales, como el carnaval o las fiestas populares. En Colonia hay varios grupos locales que cantan en ripuario, como De Höhner o Bläck Fööss. También es común el uso de eslóganes en ripuario en la publicidad de ámbito regional o local.